# Oceaniska mästerskapet i fotboll för damer
Oceaniska mästerskapet i fotboll för damer spelas sedan 1983 och organiseras av OFC. Turneringen fungerar sedan 1991 även som kval till VM.

## Resultat
| År   | Värdnation       | Final            | Final            | Final            | Match om tredjepris | Match om tredjepris | Match om tredjepris |
| År   | Värdnation       | Vinnare          | Resultat         | Tvåa             | Trea                | Resultat            | Fyra                |
| ---- | ---------------- | ---------------- | ---------------- | ---------------- | ------------------- | ------------------- | ------------------- |
| 1983 | Nya Kaledonien   | Nya Zeeland      | 00003 – 2 (e.f.) | Australien       | Nya Kaledonien      | Gruppspel           | Fiji                |
| 1986 | Nya Zeeland      | Kinesiska Taipei | 4 – 1            | Australien       | Nya Zeeland         | 0 – 0 (3 – 1 str.)  | Nya Zeeland B       |
| 1989 | Australien       | Kinesiska Taipei | 1 – 0            | Nya Zeeland      | Australien          | Ej spelad           | Australien B        |
| 1991 | Australien       | Nya Zeeland      | Gruppspel        | Australien       | Papua Nya Guinea    |                     | Endast tre lag      |
| 1994 | Papua Nya Guinea | Australien       | Gruppspel        | Nya Zeeland      | Papua Nya Guinea    |                     | Endast tre lag      |
| 1998 | Nya Zeeland      | Australien       | 3 – 1            | Nya Zeeland      | Papua Nya Guinea    | 7 – 1               | Fiji                |
| 2003 | Australien       | Australien       | Gruppspel        | Nya Zeeland      | Papua Nya Guinea    | Gruppspel           | Samoa               |
| 2007 | Nya Zeeland      | Nya Zeeland      | Gruppspel        | Papua Nya Guinea | Tonga               | Gruppspel           | Salomonöarna        |
| 2010 | Nya Zeeland      | Nya Zeeland      | 11 – 00          | Papua Nya Guinea | Cooköarna           | 2 – 0               | Salomonöarna        |
| 2014 | Papua Nya Guinea | Nya Zeeland      | Gruppspel        | Papua Nya Guinea | Cooköarna           | Gruppspel           | Tonga               |
| 2018 | Nya Kaledonien   | Nya Zeeland      | 8 – 0            | Fiji             | Papua Nya Guinea    | 7 – 1               | Nya Kaledonien      |
| 2022 | Fiji             | Papua Nya Guinea | 2 – 1            | Fiji             | Salomonöarna        | 1 – 1 (6 – 5 str.)  | Samoa               |
| 2025 | Fiji             |                  | –                |                  |                     | –                   |                     |